# Грачнар, Лука
Лука Грачнар (словен. Luka Gračnar, родился 31 октября 1993 в Есенице) — словенский хоккеист, вратарь клуба «Сторхамар» и сборной Словении.

## Биография

### Клубная карьера
Воспитанник школы клуба «Есенице», играл за его молодёжный состав. Дебютировал в основном составе в возрасте 14 лет в 2008 году, через два года в рамках образовательной программы отправился играть за австрийский «Ред Булл» из Зальцбурга. В сезоне 2010/2011 дебютировал в Австрийской хоккейной лиге в игре против «Грац Найнтинайнтерс».
Проведя один сезон в основном составе без сыгранных матчей, в сезоне 2012/2013 он всё-таки стал основным вратарём сборной, выдержав конкуренцию с Алексом Олдом и Берндом Брюклером. Контракт был продлён до конца сезона 2015/2016. В сезоне 2013/2014 он стал лучшим вратарём чемпионата Австрии со средним показателем в 1,97 пропущенных шайб за игру.

### Карьера в сборной
Грачнар играл за сборные до 18 и 20 лет на разных чемпионатах мира. В первом дивизионе до 18 лет в 2011 году он был признан лучшим игроком сборной, а в том же году стал лучшим вратарём турнира в первом дивизионе для сборных до 20 лет. В 2013 году он стал и лучшим игроком сборной, и лучшим вратарём турнира в первом дивизионе до 20 лет.
В 2013 году Грачнар дебютировал на взрослом чемпионате мира, сыграв матчи против Швеции и Канады. Словения проиграла все матчи на чемпионате и выбыла в первый дивизион, хотя Канада победила словенцев только в овертайме, ещё и проигрывая по ходу первого периода. В том же году он сыграл в квалификации к Олимпиаде-2014, проведя матч против сборной Украины. При счёте 5:0 он вышел на замену вместо отыгравшего Андрея Хочевара, и пропустил одну шайбу, но Словения победила 6:1 и вышла на Олимпиаду. На самой Олимпиаде он защищал ворота в матче против США, который словенцы проиграли 1:5. В апреле 2014 года он играл в первом дивизионе чемпионата мира и обеспечил возвращение Словении в топ-дивизион, став лучшим игроком сборной и лучшим вратарём турнира, а также членом символической сборной и MVP турнира.

### Вне хоккея с шайбой
Летом Грачнар играет в инлайн-хоккей, выступает за сборную Словении на позиции вратаря.

## Достижения

### Клубные
- Чемпион Австрии: 2011, 2014, 2015, 2016
- Лучший вратарь Австрии: 2014

### В сборной
- Победитель второго дивизиона чемпионата мира до 18 лет: 2010
- Серебряный призёр первого дивизиона чемпионата мира до 18 лет: 2011
- Серебряный призёр первого дивизиона чемпионата мира до 20 лет: 2011
- Бронзовый призёр первого дивизиона чемпионата мира до 20 лет: 2010
- Лучший вратарь первого дивизиона чемпионата мира до 20 лет: 2011, 2013
- Победитель первого дивизиона чемпионата мира группы A: 2014
- MVP первого дивизиона чемпионата мира группы A: 2014
- Лучший вратарь первого дивизиона чемпионата мира группы A: 2014
- Член символической сборной первого дивизиона чемпионата мира группы A: 2014